# Órgano de Tömösváry

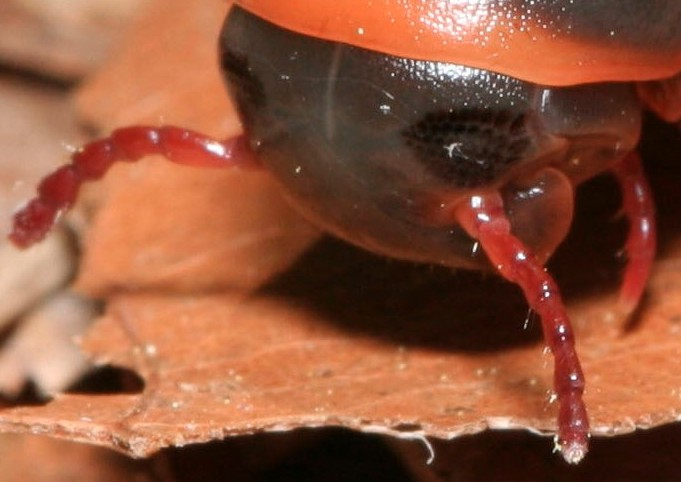
Órgano de Tömösvary de un diplópodo

Los órganos de Tömösváry son órganos sensoriales pares exclusivos de los miriápodos y los colémbolos situados en la base de las antenas, cuya función exacta no ha sido dilucidada de manera adecuada. Se han sugerido diversas funciones para dichos órganos: detectores de substancias químicas (olfato), presión, humedad o vibraciones (audición). Cada órgano está formado por un disco provisto de un poro central donde van a parar los extremos distales de las neuronas sensitivas.
Tienen el aspecto de un pequeño saliente o anillo lateral tras las antenas, pero que puede adoptar la forma de un simple poro o estar ausente y cuya función parece ser olfativa o quimio-receptora.
Este órgano fue descrito por primera vez en 1883 por el miriapodólogo húngaro Ödön Tömösváry (1852-1884).